# Torsten Gejl
Torsten Gejl (født 1964) er en dansk politiker og folketingsmedlem for partiet Alternativet.
Han er til dagligt bosat i Hvilsager på Djursland.

## Folketingsvalget 2015
Gejl blev valgt ved Folketingsvalget 2015 hvor han fik 1.433 personlige stemmer i Nordjyllands Storkreds.

## Baggrund
Gejl er uddannet Kaospilot, og indtil valget til Folketinget var han leder af OCN Danmark gennem 10 år. Tidligere har han blandt andet arbejdet i Proventor og Frontløberne.

## Gejl som partiets socialordfører
Efter folketingsvalget 2015 blev Gejl blandt flere andre ordførerskaber også udnævnt som partiets socialordfører.
Gejl er tilhænger af betingelsesløs universel basisindkomst, og han har præsenteret partiets forslag om basisydelse uden modkrav.

## Alternativets folketingsrepræsentation fra 2020
Den 9. marts 2020 forlod de øvrige fire medlemmer, der blev indvalgt for partiet ved folketingsvalget 2019, Alternativets folketingsgruppe, og Torsten Gejl blev da Alternativets eneste tilbageværende medlem af Folketinget. Det varede frem til 17. september 2022 hvor Uffe Elbæk, som var en de fire udmeldte i 2020, genindtrådte i Alternativet.